# 逢隈村 (福島県)
逢隈村（おうくまむら）は、1955年（昭和30年）まで福島県田村郡にあった村。

## 地理
- 現在の郡山市の北東部、旧西田村の西部に位置する。
- 村は阿武隈川の東岸に位置する。

## 歴史

### 村域の変遷
- 1879年（明治12年）11月18日 - 三丁目村と三城目村が合併し、三町目村となる。
- 1881年（明治14年）10月25日 - 大畑村と李田村が合併し、大田村となる。
- 1889年（明治22年）4月1日 - 町村制施行により、大田村・鬼生田村・木村・三町目村の計4か村が合併し田村郡逢隈村が発足。戸数474、人口3,064人。
- 1955年（昭和30年）4月1日 - 逢隈村は高野村と合併し西田村が発足。逢隈村は消滅。

変遷表
| 1868年 以前 | 1868年 以前 | 明治12年 11月18日 | 明治14年 10月25日 | 明治22年 4月1日 | 昭和30年 4月1日 | 昭和40年 8月1日 | 現在   |
| ----------- | ----------- | ----------------- | ----------------- | --------------- | --------------- | --------------- | ------ |
|             | 鬼生田村    | 鬼生田村          | 鬼生田村          | 逢隈村          | 西田村          | 郡山市 に編入   | 郡山市 |
|             | 木村        |                   |                   | 逢隈村          | 西田村          | 郡山市 に編入   | 郡山市 |
|             | 三丁目村    | 三町目村          | 三町目村          | 逢隈村          | 西田村          | 郡山市 に編入   | 郡山市 |
|             | 三城目村    | 三町目村          | 三町目村          | 逢隈村          | 西田村          | 郡山市 に編入   | 郡山市 |
|             | 大畑村      | 大畑村            | 大田村            | 逢隈村          | 西田村          | 郡山市 に編入   | 郡山市 |
|             | 李田村      |                   | 大田村            | 逢隈村          | 西田村          | 郡山市 に編入   | 郡山市 |

## 大字
- 鬼生田（おにうだ）
- 木村（きむら）
- 三町目（さんちょうめ）
- 大田（おおた）

## 人口・世帯

### 人口
総数 [単位： 人]
| 1889年（明治22年） | 3,064 |
| 1920年（大正 9年） | 3,415 |
| 1947年（昭和22年） | 4,409 |

### 世帯
総数 [単位： 世帯]
| 1920年（大正 9年） | 609 |
| 1947年（昭和22年） | 733 |

## 教育
- 逢隈村立大田小学校
- 逢隈村立鬼生田小学校
- 逢隈村立三町目小学校
- 逢隈村立逢隈中学校